# Poľanovce
Poľanovce jsou obec na Slovensku v okrese Levoča. První písemná zmínka o obci pochází z roku 1270.